# Yichang Bridge
 Lo Yichang Bridge  è un ponte sospeso che attraversa il Fiume Azzurro, circa 20 km a valle del centro città di Yichang, Cina. Su esso scorre la superstrada G50 Shanghai – Chongqing .
La costruzione del ponte è iniziata il 19 febbraio 1998. ed il ponte è stato aperto al traffico il 19 settembre 2001.
Ha una campata principale lunga 960 metri, perciò è tra i 30 ponti sospesi più lunghi, in base alla lunghezza della campata principale. 
Il costo di costruzione del ponte è stato segnalato come 895 milioni di yuan.